# Endurance-Gletscher
Der Endurance-Gletscher ist der größte Gletscher auf Elephant Island im Archipel der Südlichen Shetlandinseln. Er fließt nördlich des Mount Elder in südöstlicher Richtung zur Küste.
Das UK Antarctic Place-Names Committee benannte ihn 1971 nach dem Antarktispatrouillenschiff Endurance, das ab 1970 mehrfach vor der Mündung des Gletschers ankerte.